# Koda
Koda (forkortelse for Komponistrettigheder i Danmark) er en medlemsejet, non-profit-forening, der arbejder for at sikre musikskaberes rettigheder og betaling, når deres værker bliver spillet offentligt. Det gør Koda ved at lave aftaler om afregning med medier, spillesteder, streaming-tjenester, restauranter, mv.
Koda er en dansk forening, men varetager rettigheder for både danske og udenlandske rettighedshavere gennem et samarbejde med 75 udenlandske søsterorganisationer, der dækker musikbrug i det meste af verden.
Alle Kodas indtægter - minus en mindre del til administrationen - går videre til dem, der har skabt musikken. Koda har ingen egenkapital. Hvor meget den enkelte komponist eller forfatter får udbetalt, bliver udregnet efter Kodas fordelingsregler. Beløbet er bl.a. afhængigt af, hvor musikken er blevet spillet, og i hvor lang tid. Koda har ca. 40.000 medlemmer.
I 2014 havde Koda en omsætning på 826 mio. kr og en administrationsprocent på 9,1 pct.
Ca. ti pct. af Kodas indtægter reserveres til Kodas kulturstøtte, de såkaldt kulturelle midler. I 2014 blev det til 71 mio. kr. Størstedelen af pengene fra de kulturelle midler fordeles gennem de danske komponistforeninger DJBFA, DPA, DKF og musikforlæggernes organisation DMFF. De enkelte foreninger administrerer herefter pengene, som bl.a. går til legater til sangskrivere og komponister. Der er også reserveret en andel af de kulturelle midler til medlemmer af Koda, der ikke er medlem af DJBFA, DPA, DKK eller DMFF. I 2014 blev der uddelt 2,7 mio. kr. til disse medlemmer.
De rettigheder, som forvaltes af Koda er den såkaldte fremførelsesret, altså retten til at spille musikværker offentligt, fx ved koncerter, store arrangementer, i radioen og i butikker. Koda forvalter dog også de rettighederne til indspilning af musikken på cd, bånd, video osv., hvilket sker gennem den fællesnordiske forening Nordisk Copyright Bureau.
Foreningens navn er, ud over en forkortelse for Komponistrettigheder i Danmark, et ordspil, der refererer til musikudtrykket coda.
Koda blev stiftet i 1926 og har været statskoncessioneret siden 1935, nu i henhold til ophavsretslovens §75A.

## Ledelse
Siden 2010 har den administrerende direktør været Anders Lassen. 
Foreningens bestyrelse består af foreningsmedlemmer, som også er medlem af en af de tre komponistforeninger, DJBFA, DPA, DKF eller musikforlæggernes organisation DMFF. Bestyrelsens medlemmer sidder for en treårig periode af gangen og er senest valgt i april 2013.
- Niels Mosumgaard (formand) - DPA
- Susi Hyldgaard (næstformand) - DJBFA
- Bent Sørensen - DKF
- Niels Marthinsen - DKF
- Maj-Britt Kramer - DJBFA
- Jacob Morild - DPA (genvalgt)
- Ole Dreyer Wogensen - DMFF
- Tine Birger Christensen - DMFF
- Peter Littauer - DMFF
- Jens Visby (medarbejderrepræsentant (uden stemmeret))